# Сірос
Сірос (грец. Σύρος) — один з невеликих островів Кіклад. Омивається водами Егейського моря. У довжину сягає 22 км, 9 км в ширину. Площа — 86 км². На його території розташована столиця всієї групи островів — Ермуполіс й національний аеропорт острів Сірос.

## Історія
Археологи виявили тут залишки Кікладської цивілізації 2800 — 2300 роки до н. е.
У селищі Халандряні та на пагорбі Кастрі, на північному сході острова, були знайдені предмети, що відносяться до доісторичного періоду. У важкодоступній північно-західній частині острова, на узбережжі, в місцевості Граммата, виявлені наскельні написи римської та візантійської епох.
З 13 століття до 1568 року Сірос належав династії Наксос. Після цього періоду на острові була значна Римська католицька меншина, яка була під заступництвом Франції від піратства і під час турецької окупації. Це стало причиною того, що острів залишився нейтральним під час війни за незалежність.
У XIX столітті Сірос перетворився на багатий і великий порт східного Середземномор'я.

## Персоналії
- Ріта Бумі-Папа — грецька поетеса і перекладачка.
- Маркос Вамвакаріс — зачинатель музичного стилю рембетика.